# Amata elvira
Amata elvira là một loài bướm đêm thuộc phân họ Arctiinae, họ Erebidae.